# Grzegorz Gwiazdowski
Grzegorz Gwiazdowski (Lubawa, 3 november 1974) is een voormalige Poolse wielrenner. Zijn belangrijkste overwinning was zijn verrassende winst in het Kampioenschap van Zürich in 1999, toen hij voor de Cofidisploeg reed.

## Belangrijkste overwinningen
1999
- Kampioenschap van Zürich
- Eindklassement Ronde van de Ain

## Resultaten in voornaamste wedstrijden

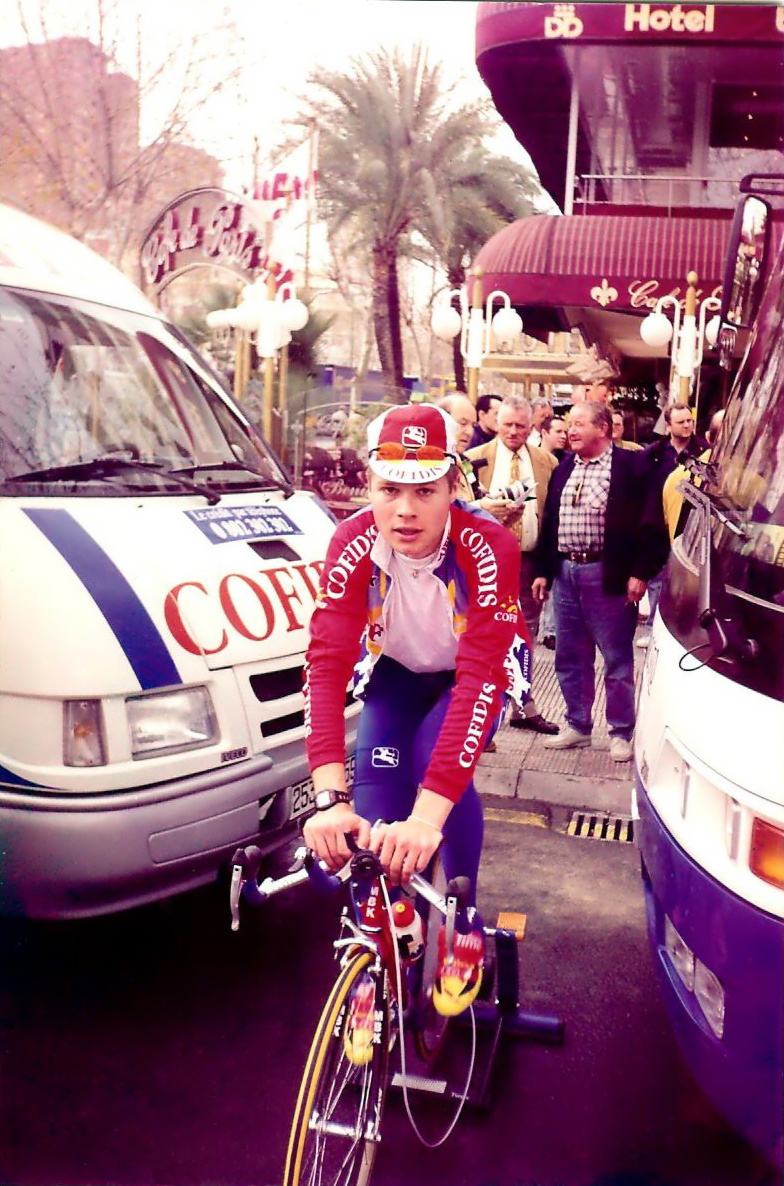

| Jaar | Ronde van Italië | Ronde van Frankrijk | Ronde van Spanje |
| ---- | ---------------- | ------------------- | ---------------- |
| 1998 |                  |                     | opgave           |
| 1999 |                  |                     | opgave           |
| 2000 | 58e              | 106e                |                  |

| Jaar | Gent-Wevelgem | Ronde van Vlaanderen | Parijs-Roubaix | Luik-Bast.‑Luik | Ronde van Lombardije | Bretagne Classic | Kampioenschap van Zürich | Parijs-Tours |  | WK op de weg |
| ---- | ------------- | -------------------- | -------------- | --------------- | -------------------- | ---------------- | ------------------------ | ------------ |  | ------------ |
| 1998 | 110e          | opgave               | opgave         |                 |                      | 4e               | 101e                     | 70e          |  | 31e          |
| 1999 |               |                      |                | opgave          | 46e                  | 47e              | ↑                        | 66e          |  | opgave       |
| 2000 |               |                      |                |                 |                      | 45e              | opgave                   |              |  |              |